# 莫海爾卡河畔霍德科維采

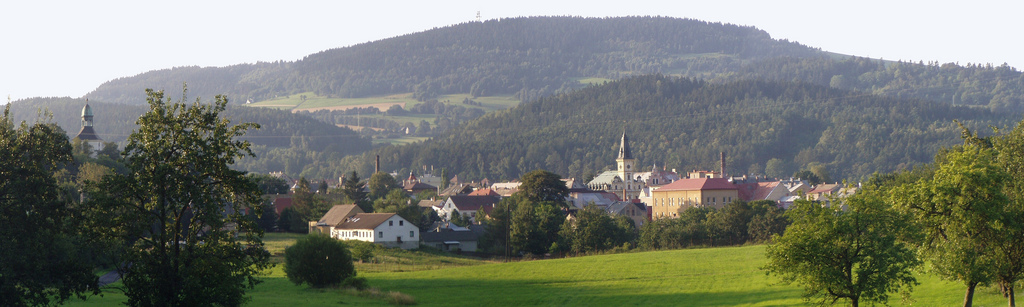

莫海爾卡河畔霍德科維采是捷克的城鎮，位於該國北部，距離亞布洛內茨7公里，由利貝雷茨州負責管轄，面積13.50平方公里，海拔高度367米，2005年人口2,676。

## 外部連結
- Municipal website （页面存档备份，存于）